# Tema de Samos
El tema de Samos (en griego: θέμα Σάμου, thema Samou) fue un tema (provincia civil-militar) del Imperio bizantino, localizado en la orilla oriental del mar Egeo. Fue establecido a finales del siglo IX como uno de los tres themas navales (en griego θέματα ναυτικᾶ) que organizaban los barcos y tropas de la Armada bizantina.

## Orígenes
Las fechas de establecimiento del thema son inciertas, con diferentes autores proponiendo fechas desde el siglo VII al IX. Después de la división de la marina Karabisianoi a principio del siglo VIII, se establecieron flotas regionales con el thema naval de Cibyrrhaeota como el primero y más importante. En el siglo X el emperador bizantino Constantino VII Porfirogéneta (r. 913–959) registró que «cuando el Imperio fue dividido en temas», Samos fue la sede del «tema de los marineros» (en griego: θέμα τῶν πλοϊζομένων, romanizado: thema tōn ploïzomenōn). El significado de esta afirmación es incierto. El historiador Warren Treadgold lo interpreta como que Samos fue la sede de la flota Karabisianoi hasta su final en c. 727. Otros, que era parte del sistema Karabisianoi y fue abolido con ella o seguido de algún breve sucesor similar al tema cibirreota. La existencia de un «estratego de Samos» en el siglo VIII es atestiguada a través de un sello superviviente de un estratego llamado Teodoro.
A finales del siglo VIII, el sur del Egeo parece haber caído bajo la jurisdicción del "drungario del Dodecaneso", a quien algunos académingos (siguiendo el criterio de Hélène Ahrweiler) identifican con el cargo de "drungario de Cos" y el subisguiente "drungario del Golfo (Kolpos)" del Taktikon Uspensky de mediados del siglo IX. El cargo, o al menos la parte oriental de su territorio, aparentemente evolucionó al tema de Samos.

## Historia
El tema de Samos, con su estratego, es documentado por primera vez por Filoteo en su Kletorologion de 899. Incluía las islas orientales del Egeo, así como la costa occidental de Asia Menor entre Adramitio y Éfeso (también llamado Theologos en esa época). La capital del tema era Esmirna, con turmarcas subordinados (vicealmirantes) en Adramitio y Éfeso.
En 911, las fuerzas del tema naval de Samos sumaban 3980 remeros y 600 infantes de marina en una flota de 22 navíos. La porción terrestre del thema, aun así, es también explícitamente mencionada como parte del tema tracesiano, que tenía un turmarca específico a cargo de la defensa costera. Esto, junto con la ausencia de oficiales civiles en los documentos parece indicar una división de tareas: el estratego de Samos y sus oficiales eran responsables de los barcos y tripulaciones de la flota temática así como de defender las islas, mientras la costa, con sus ciudades y población, quedaban bajo el control del estratego tracesiano y sus oficiales, que asumían el control de sus impuestos y defensa. Samos parece haber tenido así una función puramente militar hasta el siglo XI tardío, cuándo su flota fue disuelta y el tema reconvertido en un tema regular con sus propios funcionarios civiles.